# Paddington in Peru
Paddington in Peru is een Brits-Franse komische avonturenfilm uit 2024, geregisseerd door Dougal Wilson. Het is de derde film in de Paddington-filmreeks en het vervolg op Paddington 2 uit 2017 en gebaseerd op de Beertje Paddington-boekenreeks van Michael Bond.

## Verhaal
Paddington woont nog steeds bij de familie Brown in Londen. Op een dag krijgt hij een brief van Moeder Overste dat het niet goed lijkt te gaan met zijn tante Lucy. Hierop besluit de familie om naar Peru af te reizen om tante Lucy te bezoeken. Eenmaal aangekomen blijkt dat Paddington´s tante Lucy verdwenen is en niemand weet waar ze is, zelfs niet Moeder Overste. Vastberaden gaan Paddington en de familie Brown op zoek naar tante Lucy. Ze stuiten daarbij op Cabot, die hen een boot aanbiedt. Eenmaal op de boot vertelt Cabot dat Paddington´s tante Lucy misschien naar El Dorado zoekt, een dorp wat volgens de legende nog nooit iemand heeft bezocht. Cabot steelt hierop de ketting die Paddington van tante Lucy kreeg om zo de poort van El Dorado te openen. De boottocht verloopt niet soepel en na een scheepswrak middenin de woeste rivieren van de Amazone belanden Paddington en de Browns in het regenwoud. Daar ontdekken ze dat Gina, de dochter van Cabot, ze in veiligheid wil brengen omdat haar vader eigenlijk een jager is. Ondertussen, in het tehuis van bejaarde beren, komt Mrs. Bird erachter dat Moeder Overste iets in haar schild voert en onderzoekt wat er aan de hand is. In het regenwoud zoeken Paddingon en de Browns naar tante Lucy, totdat Paddington wordt meegenomen door de jager, Cabot. Hij lokt hem mee naar El Dorado en gebruikt hiervoor zijn gestolen ketting. Eenmaal aangekomen bij El Dorado wil Cabot Paddington vermoorden, maar de Browns en Mrs. Bird komen op tijd aan om Paddington te redden. Cabot onthult dan dat hij eigenlijk de neef is van Moeder Overste, die helemaal geen non blijkt te zijn maar een goudzoeker die Paddington naar Peru had gelokt met zijn familie. Nog een keer probeert de Moeder Paddington te vermoorden, maar wordt vervolgens geraakt door een harde tak en valt bewusteloos neer. Paddington opent de poort naar El Dorado, waar zijn tante Lucy op hem wacht. Niet alleen zijn tante wacht daar, maar ook al zijn soortgenoten. Paddington is weer even thuis! Na het weerzien met zijn tante Lucy gaan Paddington en de Browns weer naar Londen, waar Paddington bezoek krijgt van al zijn soortgenoten. Samen ontdekken ze Londen en gaan ze op bezoek bij Phoenix, de slechterik uit Paddington 2 (2017).

## Rolverdeling
| Acteur           | Personage         | Nederlandse stem      | Vlaamse stem          |
| ---------------- | ----------------- | --------------------- | --------------------- |
| Ben Whishaw      | Paddington (stem) | Beau van Erven Dorens | Bent Van Looy         |
| Hugh Bonneville  | Henry Brown       | Peter Drost           | Peter Bulckaen        |
| Emily Mortimer   | Mary Brown        | Lottie Hellingman     |                       |
| Madeleine Harris | Judy Brown        |                       | Lotte De Clerck       |
| Samuel Joslin    | Jonathan Brown    |                       | Matteo Heyrman        |
| Julie Walters    | Mrs. Bird         | Marjolein Algera      | Camilia Blereau       |
| Jim Broadbent    | Samuel Gruber     | Rob van de Meeberg    |                       |
| Olivia Colman    | Moeder overste    | Bettina Holwerda      | Isabelle Van Hecke    |
| Antonio Banderas | Cabot, de jager   | Najib Amhali          |                       |
| Carla Tous       | Gina Cabot        |                       | Sara Gracia Santacreu |
| Imelda Staunton  | Tante Lucy (stem) | Maria Lindes          | Anne Mie Gils         |
| Hayley Atwell    | Madison           |                       |                       |
| Simon Farnaby    | Barry de Stewart  |                       |                       |
| Joel Fry         | Joe de Postbode   |                       |                       |
| Robbie Gee       | Mr. Barnes        |                       |                       |
| Sanjeev Bhaskar  | Dr. Jafri         |                       |                       |
| Ben Miller       | Kolonel Lancaster |                       |                       |
| Jessica Hynes    | Miss Kitts        |                       |                       |
| Hugh Grant       | Phoenix Buchanan  | Daan Schuurmans       |                       |

## Productie
De film ging in februari 2021 in ontwikkeling. In juni 2022 werd de titel Paddington in Peru bekendgemaakt en de bestaande cast werd aangevuld met Antonio Banderas en Rachel Zegler, terwijl Emily Mortimer de rol van Sally Hawkins overnam.
Het verhaal voor de derde film werd geschreven door Paul King, Simon Farnaby en Mark Burton, en het scenario door Burton, Jon Foster en James Lamont. Het is het speelfilmregiedebuut van Dougal Wilson.

### Filmopnames
De filmopnames gingen van start in juli 2023 en werden in oktober afgerond, er werd gefilmd in het Verenigd Koninkrijk, Colombia en Peru. Vanwege de SAG-AFTRA-staking van 2023 verliet Rachel Zegler het team om terug te keren naar de Verenigde Staten. Ze werd vervangen door Carlo Tous.

## Release en ontvangst
Paddington in Peru ging op 3 november 2024 in première in Londen en kwam daarna op 8 november 2024 in de bioscopen in het Verenigd Koninkrijk. De film ging op 14 februari 2025 in première in de Amerikaanse bioscopen. De film kreeg overwegend positieve kritieken van de filmcritici, met een score van 93% op Rotten Tomatoes, gebaseerd op 179 beoordelingen.

### Kassaopbrengsten
In het Verenigd Koninkrijk had Paddington in Peru het grootste openingsweekend voor een Britse film sinds No Time to Die (2021), met een opbrengst van 9,65 miljoen Britse pond, de hoogste opening van de franchise. Bovendien had de film het op twee na hoogste Britse openingsweekend van 2024, achter Deadpool & Wolverine (£ 17,2 miljoen) en Inside Out 2 (£ 11,3 miljoen).
Paddington in Peru ging in de Amerikaanse bioscopen op 14 februari 2025 in première naast Captain America: Brave New World met de verwachting van een bruto-opbrengst in het vierdaags (Valentijns)openingsweekend van 15 à 17 miljoen Amerikaanse dollars in 3890 bioscopen. De film bracht uiteindelijk 16 miljoen dollar op in zijn openingsweekend en eindigde daarmee op de tweede plaats aan de kassa. Op 16 februari 2025 had de film, samen met de opbrengst van 115,8 miljoen dollar in de andere gebieden, een totale opbrengst van 131,8 miljoen dollar.